# Лаваль, Лукмон
Лукмон Олайвола Лаваль (англ. Lukmon Olaiwola Lawal; род. 19 ноября 1988, Лагос) — нигерийский боксёр, представитель полутяжёлой весовой категории. Выступает за сборную Нигерии по боксу с 2010 года, серебряный призёр Всеафриканских игр в Мапуту, участник летних Олимпийских игр в Лондоне.

## Биография
Лукмон Лаваль родился 19 ноября 1988 года в Лагосе, Нигерия.
Дебютировал в боксе на взрослом международном уровне в сезоне 2010 года, когда вошёл в основной состав нигерийской национальной сборной и выступил на Играх Содружества в Дели, где в зачёте средней весовой категории сумел дойти до стадии четвертьфиналов, уступив англичанину Энтони Огого.
В 2011 году побывал на Всеафриканских играх в Мапуту, откуда привёз награду серебряного достоинства, выигранную в полутяжёлом весе — в решающем финальном бою проиграл алжирцу Абдельхафиду Беншабла.
На африканской олимпийской квалификации в Касабланке сумел дойти до полуфинала и тем самым удостоился права защищать честь страны на летних Олимпийских играх 2012 года в Лондоне. Уже в стартовом поединке категории до 81 кг со счётом 7:19 потерпел поражение от представителя Иордании Ихаба аль Матбули и сразу же выбыл из борьбы за медали.
После лондонской Олимпиады Лаваль остался в составе боксёрской команды Нигерии и продолжил принимать участие в крупнейших международных турнирах. Так, в 2013 году в полутяжёлом весе он одержал победу в зачёте нигерийского национального первенства в Лагосе.
В 2014 году выступил на Играх Содружества в Глазго, однако был далёк здесь от попадания в число призёров.
Боксировал на Играх Содружества 2018 года в Голд-Косте — здесь так же был остановлен на предварительном этапе.